# The River (serie de televisión)
The River es una serie estadounidense centrada en lo paranormal que se estrenó el 7 de febrero de 2012 en Estados Unidos, mientras que en España se estrenó el día 13. La serie se emitió en el canal estadounidense ABC, en Latinoamérica en el canal AXN y en España en la cadena FOX. La serie salió al aire desde el 7 de febrero de 2012 hasta el 20 de marzo de 2012. El 11 de mayo de 2012 la cadena ABC canceló oficialmente la serie.

## Sinopsis
El famoso explorador Dr. Emmet Cole (Bruce Greenwood) va en busca de la 'magia' en las profundidades de la Amazonia, pero desaparece misteriosamente. El secreto de su desaparición está ahí fuera, esperando a ser descubierto. Ahora, seis meses después de su desaparición, su hijo Lincoln (Joe Anderson); quien mantenía una dura relación con su padre, está listo para enterrar el pasado. Hasta que la baliza del barco de su padre se enciende. 
Ante la insistencia de su madre (Leslie Hope), Lincoln se une con ella en la búsqueda de su padre. Para financiar el rescate, acuerdan con el astuto exproductor Clark Quitely (Paul Blackthorne) grabar la expedición y emitirla en televisión, como un documental. En la expedición se encuentran viejos amigos y nuevos conocidos como la hija de una cámara desaparecido, Lena Landry (Eloise Mumford); el mecánico del Magus, Emilio Valenzuela (Daniel Zacapa); y el guardia de seguridad, el capitán Kurt Brynildson (Thomas Kretschmann).

## Reparto
- Bruce Greenwood como el Dr. Emmet Cole, un famoso explorador de programas de TV.
- Joe Anderson como Lincoln Cole, el hijo del Dr. Cole.
- Leslie Hope como Tess Cole, la esposa de Emmet Cole y la madre de Lincoln. Ella es la que inicia la expedición.
- Eloise Mumford como Lena Landry, la hija de Russ Landry, una cámara desaparecido.
- Paul Blackthorne como Clark Quitely, el productor del programa.
- Thomas Kretschmann como el capitán Kurt Brynildson, guardaespaldas alemán.
- Daniel Zacapa como Emilio Valenzuela, el mecánico del barco.
- Shaun Parkes como A.J. Poulain, cámara líder.
- Paulina Gaitán como Jahel Valenzuela, la hija de Emilio.

## Episodios
| # (serie) | Título original             | Director(es)       | Guionista(s)                     | Fecha de estreno      | Audiencias |
| --- | --------------------------- | ------------------ | -------------------------------- | --------------------- | ---------- |
| 1 | «Magus»                     | Jaume Collet-Serra | Oren Peli y Michael R. Perry     | 7 de febrero de 2012  |            |
| Hace seis meses, Emmet Cole, aventurero y presentador de Terreno Inexplorado, desapareció, durante una expedición en las aguas desconocidas del Río Amazonas. Ahora, su baliza de emergencia se ha activado.Y es su esposa, Tess, quien a regañadientes ante la realidad organiza un grupo de búsqueda para encontrarlo. El equipo está formado por su hijo Lincoln; el productor del Terreno Inexplorado, Clark ; el mecánico del Magus, Emilio Valenzuela; su hija Jael; Lena Landry, hija del camarógrafo Russ Landry (quien también desapareció junto a Cole); y el capitán Kurt Bryndilson, jefe de la expedición. Lo que el equipo no sabe es que este viaje les llevará a un lugar donde la magia cobra vida y las cosas nunca son lo que parecen. |                             |                    |                                  |                       |            |
| 2 | «Marbeley»                  | Jaume Collet-Serra | Michael Green y Zack Estrin      | 7 de febrero de 2012  |            |
| Cuando Jael es poseída por el espíritu de Emmet Cole, Tess continúa con el objetivo de la espedición. Posteriormente, el equipo descubre un árbol envuelto con muñecas de niños. Una vieja leyenda recuerda que las muñecas son ofrendas al "espíritu de la niña abandonada". Un miembro de la tripulación desaparece y Tess se da cuenta de que tendrá que soportar grandes horrores con el fin de reunir a su familia. |                             |                    |                                  |                       |            |
| 3 | «Los Ciegos»                | Michael Katleman   | Glen Morgan                      | 14 de febrero de 2012 |            |
| Tras investigar una cueva, la tripulación del Magus perturba las esporas de un árbol y comienza a quedarse ciega. El único que no se ve afectado es el operador de cámara AJ Poulain, quien no había entrado en la caverna debido a su miedo, producto de un incidente de minería que sufrió años atrás. Ahora él debe encontrar una cura y enfrentarse a su miedo antes de que el equipo se quede ciego de forma permanente. Mientras tanto, la tripulación está acechada por la tribu local de los Morcegos, que está juzgando si son dignos de permanecer en el lugar o enfrentar las consecuencias mortales. El capitán Kurt Brynildson está en posesión de un teléfono satelital, y claramente tiene contactos secretos con alguien a quien le habla en alemán. |                             |                    |                                  |                       |            |
| 4 | «Un hombre mejor»           | Dean White         | Aron Eli Coleite                 | 21 de febrero de 2012 |            |
| El equipo del Magus se encuentra con Jonas, uno de los cámaras de Emmet; quien había desaparecido con él hace seis meses. Entonces descubren que fue víctima de una maldición mística. Pronto, esta maldición se convierte en una cuestión de vida o muerte. No solo para Jonas, también para el resto de la tripulación . Cuando los demás deciden abandonar a Jonas y continuar la misión, Lincoln hace frente a este reto y defiende la vida del cámara. |                             |                    |                                  |                       |            |
| 5 | «Melocotones»               | Rob Bailey         | Wendy Battles                    | 28 de febrero de 2012 |            |
| Luego de estar a punto de colisionar con otro barco que apareció repentinamente, el Magus se encuentra varado y necesita algunas piezas. De pronto, otro barco viene a su rescate. Sin embargo, la tripulación del barco nuevo es mucho más peligrosa de lo que parece. Lena y Jonas descubren en la otra nave al padre de Lena, encadenado en el casco de su barco. Una vez más, la tripulación del Magus está en peligro. |                             |                    |                                  |                       |            |
| 6 | «Doctor Emmet Cole»         | Michelle MacLaren  | Michael Green                    | 6 de marzo de 2012    |            |
| Después de encontrar la mochila de Emmet durante una expedición a las Cataratas del Sahte, la tripulación Mago examina las cintas que estaban dentro de la misma y encuentra imágenes de Emmet. En ellas se lo ve con dos de los miembros de su tripulación en busca de "La Fuente" (una tribu que vivía en la selva que tienen poderes para sanar o lograr cualquier cosa). Un demonio misterioso los sigue, y mata a uno de los miembros de la tripulación dejándolo despellejado arriba de un árbol. El incidente deja al otro cámara en estado de shock, así que decide irse. Emmet se queda solo. En la selva, se da cuenta de que podría haber cometido un error al ir allí. A medida que avanza por la selva, solo, hambriento y débil, el misterioso demonio le sigue y está dispuesto a matarlo. Finalmente se salva, y es llevado por unos aborígenes a un centro de investigación en la selva. La gente de la base ve a Emmet y corre hacia él para ayudarle. La tripulación del Magus se da cuenta de que está vivo y van en su busca. Cuando llegan a la base, descubren que está abandonada. |                             |                    |                                  |                       |            |
| 7 | «El Experimento»            | Kenneth Fink       | Soo Hugh                         | 13 de marzo de 2012   |            |
| Cuando llegan a la instalación, el equipo del Magus no solo descubre que está abandonado, sino también que ha habido una investigación ilegal y los habitantes de la selva se utilizan como conejillos de indias. El equipo descubre que la investigación acabó mal y convirtió a los habitantes y a los trabajadores en caníbales que comienzan a acechar a la tripulación. Una de las investigadoras, convertida en zombi, es la exnovia del capitán Kurt Brynildson y la razón de su secreto es revelado finalmente. La tripulación se encuentra a "Rabbit" (Katie Featherston), la cámara que abandonó a Cole unos meses antes. También descubren en una habitación al Dr. Emmet Cole, inconsciente dentro de un capullo. Le salvan y regresan a la nave, pero son seguidos por los caníbales. Cuando uno de ellos está a punto de atacar a Tess, Emmet Cole despierta, salvándola. |                             |                    |                                  |                       |            |
| 8 (Episodio final) | «Rema, rema, rema tu barca» | Gary Fleder        | Aron Eli Coleite y Michael Green | 20 de marzo de 2012   |            |
| Lincoln es asesinado por un miembro de la tripulación del Magus. Jahel desobedece a su padre y a Emmet y llama al espíritu del río en busca de ayuda. Junto con Tess, Jahel realiza un ritual que trae de vuelta a la vida de Lincoln. Lincoln le dice a la tripulación que Kurt le disparó, aunque realmente fue Jonas. Lincoln tiene un espíritu maligno dentro de él, y este mata a Jonas. Clark descubre el cuerpo de Jonas y el equipo se da cuenta de que el espíritu Boyuna está viviendo dentro de Lincoln. Emmet pide a Lena ayuda para forzar el espíritu y realizar un exorcismo. Cuando no funciona, Emmet le pide ayuda a Kurt, quien le dice que necesita hablar con su hijo, no con el espíritu. Emmet lo hace, lo que finalmente expulsa al espíritu. El equipo intenta seguir el mapa de la Boyuna para llegar a un pueblo de pescadores, pero descubren que no es allí donde llegan. Clark envía una heli-cam para inspeccionar los alrededores. En un monitor, el equipo observa que el río y el terreno están cambiando, por lo que nunca podrán salir.                                |                             |                    |                                  |                       |            |

## Producción
Oren Peli y Michael R. Perry crearon la serie con la intención de crear una especie de documental que narrara la búsqueda de un ser querido en el Amazonas. Peli dijo a The Hollywood Reporter que el productor Steven Schneider «se obsesionó con la idea de grabar naturaleza y los animales». Peli dijo: «Comencé a desarrollar la idea de un explorador desaparecido que fue a este lugar extraño en la selva, donde suceden cosas extrañas». Y añadió: «Estábamos desarrollando una película de bajo presupuesto, pero ... tuve una reunión con Steven Spielberg». Spielberg sugirió hacer una serie de televisión con Peli. Perry comentó: «¿Por qué perder la idea de "The River" en una película, cuando se puede hacer un programa de televisión, donde cada temporada se van a un lugar diferente?». 
Finalmente, se lanzó el piloto conjunto para Spielberg. En septiembre de 2010, ABC ganó una guerra de ofertas contra la NBC por los derechos del proyecto. En febrero de 2011, después de una reescritura por Michael Green, ABC dio luz verde para la producción del episodio piloto. En mayo de 2011, ABC anunció que se iban a producir ocho episodios y que se estrenaría entre finales de 2011 y principios de 2012.

## Recepción
La serie recibió críticas generalmente favorables, con una puntuación colectiva del 64/100 de 27 críticos en Metacritic. Matt Roush de TV Guide calificó el espectáculo como «una terrorífica parada cardíaca, una aventura sobrenatural que nos lleva en un paseo salvaje en el corazón de las tinieblas exóticas». Robert Bianco de USA Today's dijo: «Hay momentos en que The River, con sus maldiciones en cada esquina, amenaza con venirse abajo. Pero un elenco fuerte mantiene el programa en curso». Sin embargo, Mike Hale de The New York Times la calificó como pobre, diciendo: «La mezcla entre las historias de Lost y el estilo de Paranormal Activity no es ni interesante. No es particularmente aterrador, y no tiene ni un atisbo de humor».

## Transmisión
En Estados Unidos se estrenó en ABC el 7 de febrero de 2012, al igual que en Canadá (en CTV). En la India se estrenó el 3 de marzo del mismo año en STAR World. En Reino Unido la serie no fue muy bien acogida, por lo que se estrenó en iTunes el 8 de febrero. En España se estrenó el 13 de febrero en la cadena FOX.